# ローディ (バンド)
ローディ（Lordi）は、フィンランドのハードロック・バンド。1992年、リーダーのMr. ローディがローディがラップランド地域ロヴァニエミ市で結成したグループで、怪物の扮装と叙情的な旋律にて知られている。2006年ユーロビジョン・ソング・コンテストに出場し、フィンランドのアーティストとしては初めて優勝した。

## バンド結成

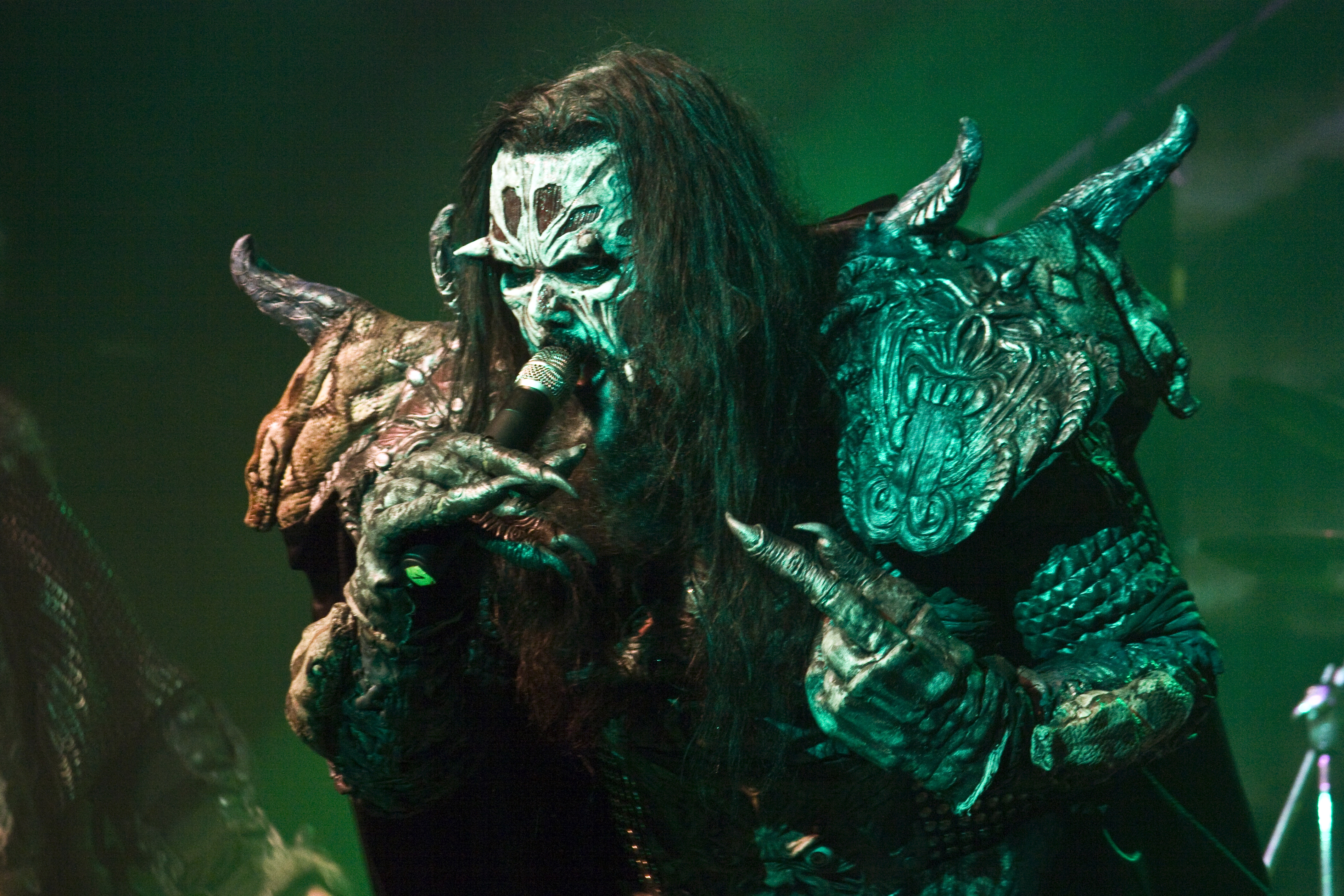
創設者 Mr.ローディ

1990年代初頭、ロヴァニエミ市出身の小さなロック・バンドに加わっていた、後にMr. ローディと名乗るリーダーは、キッスのようなスタイルと演劇的な要素をバンドに加えようという提案に他のメンバーが賛同しなかったため脱退した。彼はローディという名を使い数年間デモテープを作り続けた。
1996年、ローディのオリジナル・メンバーは、キッスのストックホルム公演を見に行く船の中で初めて出会いバンドを結成した。彼らは、当初からおどろおどろしいモンスター・スタイルを纏い、パイロテクニクスを駆使しド派手な花火を飛ばしまくるパフォーマンスを信条として活動を始めた。これらやマスクのイメージは多くのレコード会社に拒否反応を引き起こしてしまい、拒絶またはブラックメタルへの転向を提案されるなど、ローディがデビューするに至るまでには紆余曲折があった。最終的にはBMG傘下のドラッカー・レコードが契約に同意し、発表したファースト・アルバム『ゲット・ヘヴィ』はフィンランドで40,000枚のヒットとなり、初シングル「Would You Love a Monsterman?」もチャート1位になった。

## コスチューム

### こだわり

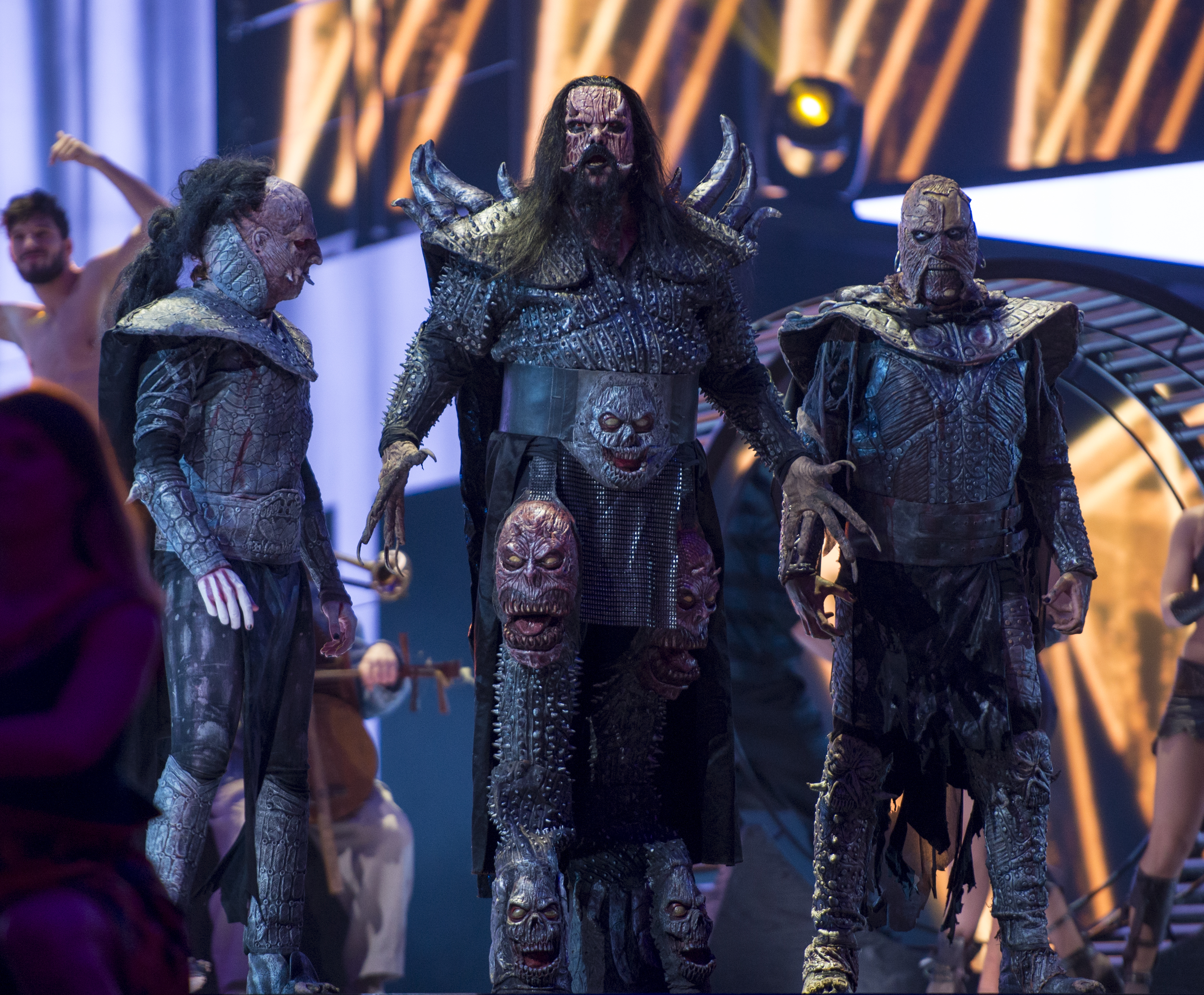
2016年のコスチューム

怪物のマスクと衣裳はラテックスフォーム素材から作られている。最初にマスクを作り、その上にパーツがひとつひとつ糊づけしてある。Mr. ローディはインタビューで、衣裳のパーツの中には1996年当時のものが一部いまだに使われていること、また制作費は「数百ユーロ」であることを明かしている。バンドのメンバーはお互い助け合いながらメイクアップをしている。
ローディの衣裳はキッスの影響を受けた彼らが創り出したものである。メンバーは、このモンスター装束をそれが如何に暑苦しかろうとバンドの重要な要素であると考えており、素顔でのインタビューや写真撮影には絶対に応じない。ユーロビジョン・ソング・コンテストの取材に来たBBC放送へのほんの短い出演においても、それが強い直射日光が照りつけるプールサイドで行われても、その信念は微塵も揺るがなかった。ただ、この番組出演時にローディは、彼らの衣裳が断熱効果を持っているということを発見するに至った。
一方、ラテックスフォーム製コスチューム繋がりというだけで、音楽のスタイルが全く異なるショック・ロックのグワァーと一絡げにされてしまうことも多い。
かつてMr. ローディのマスクがフィンランドのテレビ局YLEによってオークションに掛けられたことがある。そのときには6,701ユーロの値でフィンランドのビジネスマンが落札した。

### メディアに曝された素顔
コスチュームがもたらす印象をバンドの方向性と密接に繋げイメージを作り上げてきた彼らの努力などお構い無しとばかりに、バンドとして成功したローディの素顔を暴こうと新聞各紙は虎視眈々と狙いをつけていた。2006年3月15日、フィンランドのタブロイド紙「Ilta-Sanomat」が顔の一部が写った普段着のMr. ローディの写真を掲載した。ローディはこれを侮辱だとして、また10年もの歳月をかけて創り上げたモンスター・イメージを破壊する試みだとして非難した。
「The Daily Mail」紙は同年5月22日号に、マスクもメイクアップもしていない素顔のローディといわれるバンドの写真を掲載した。しかし後にこれはまったく違うバンドであるチルドレン・オブ・ボドムだと判明した。誤解を生んだ原因は、元キーボード奏者のエナリィが写っていたためであった。これは、エナリィがヘルプをしたチルドレン・オブ・ボドム1998年のツアーの頃に撮影されたものではと推測されている。ただ、エナリィは2005年に脱退し、代わりにアヴァが加入済みであった。
ところが同日、ドイツのタブロイド紙「Bild-Zeitung」が「Bild Uncovered」というコーナーでMr. ローディの素顔写真を「彼こそモンスターのグランプリ、ドイツでは最も醜いヤツと評判」との見出しをつけて掲載した。その後、ヨーロッパ中のタブロイドや新聞紙上で写真が掲載されてしまった。
2日後の5月24日、フィンランドのタブロイド紙「7 Päivää」は一面に素顔のMr. ローディを載せ、さらに2日後には別のタブロイド紙「Katso!」が残りのメンバー4人全員のマスクをつけていない写真を暴露した。しかし、この2紙は読者からの激しい非難の集中砲火を浴び、即座に謝罪をした上で2度と暴露写真を掲載しないことを約束させられた。
同年5月26日のリトアニアのテレビでは、アテネの空港のテーブルに座る男4人と女1人の黒衣の集団を映し、数秒後Eurovision-TVのフィンランド人コメンテーターHeikki Paasonenがローディの黒いシャツを着てカメラの前に立ちはだかるという謎のビデオ映像が流れた。

## ユーロビジョン・ソング・コンテスト2006

### 栄冠
ローディはフィンランドを代表してユーロビジョン・ソング・コンテスト2006に出場。準決勝を勝ち上がり、決勝では「Hard Rock Hallelujah」を演奏して、対戦したロシア代表ジーマ・ビラーンの「Never Let You Go」を44ポイント上回り優勝した。彼らはアルバニア、アルメニア、モナコを除いたすべての国でポイントを獲得した。その中で12ポイント(1位の獲得ポイント数)を得た国はデンマーク、エストニア、ギリシャ、アイスランド、ノルウェー、ポーランド、スウェーデン、イギリスの8か国にのぼる。合計でローディは過去最高の292ポイントを得た。
2006年冬には、前年の勝者であるエレーナ・パパリズーとのジョイント・コンサートも企画されている。これはローディからの申し入れによるものであり、エレーナは感激とともに受諾した。

### 騒動
ただし、ローディの出場はフィンランドのみならず開催地のギリシャでも物議を醸した。
ローディがフィンランド代表に選出されたことに反発する者は多く、某宗教団体の指導者などはタルヤ・ハロネン大統領に抗議の電話を直接架けたりもした。開催地ギリシャでもローディに対する抵抗感は強く、彼らの参加を拒もうとする動きが沸き起こった。ギリシャのレストラン&バー組合の代表であるMrs. Niki Constantinouはフィンランドとギリシャ双方の国民に宛てた嘆願書を発表し、ローディのコンテスト参加を許可しないよう求めるとともに、彼らを悪魔崇拝者だと糾弾した。更には、訴訟を起こす団体まで現れた。
これらの非難に対し、Mr. ローディは悪魔崇拝者が「Hard Rock Hallelujah」や「Devil is a Loser」のような曲を書くだろうかと反論し、完全否定した。
このような論争があったにもかかわらず、もしくはこの論争のせいもあるだろうが、コンテストの決勝で当のギリシャは投票でローディに最高点を与えた。この背景には、ローディを批判する自国の保守的な勢力に反発したギリシャ人若年層の動きがあったとの見方もある。また、ローディがデスメタル系バンドだという一部メディアの報道が、コンテストの演奏を通じて誤解だったと明らかになった点も影響しているとも考えられている。

### ヘルシンキ・コンサート

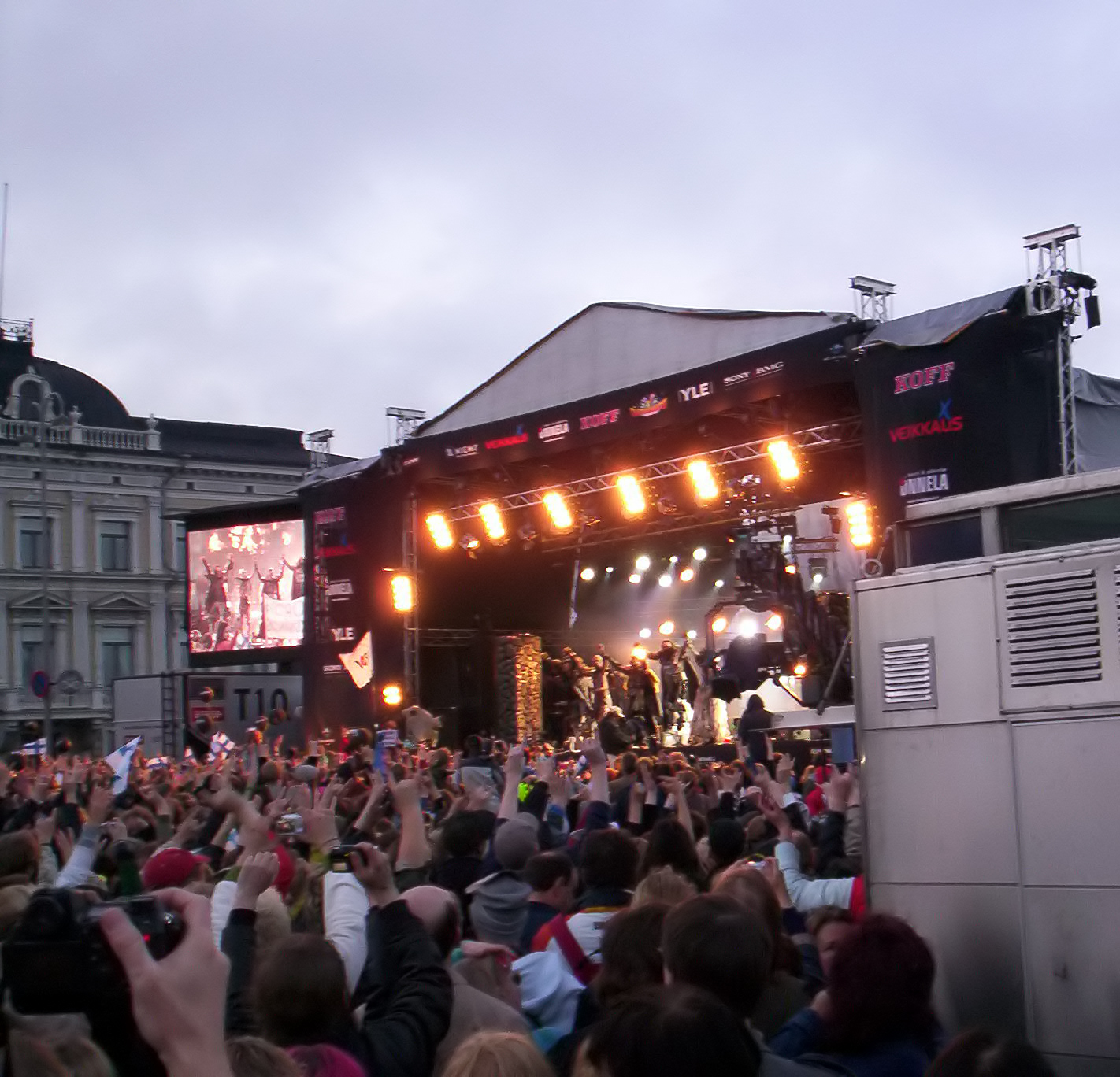
ヘルシンキ・コンサート

ユーロビジョン・ソング・コンテストの勝利を祝い、2006年5月26日ローディはヘルシンキのマーケット・スクゥエアで無料の野外コンサートを開いた。このライブは、コンテスト決勝の投票が行われている最中に勝利を確信したローディが両手を挙げて「Torilla tavataan!」と叫びTVカメラの前で「マーケット・スクゥエアで逢おう!」と予告したものだった。
コンサートは現地時間午後6時に開演し、前座の4バンド（Kilpi、PMMP、Egotrippi、Happoradio、すべてソニーBMG所属）演奏後の午後9時にローディがステージに登場。6曲を披露した。
- "Bringing Back the Balls to Rock"
- "Blood Red Sandman"
- "Devil is a Loser"
- "It Snows in Hell"
- "Would You Love a Monsterman?"
- "Hard Rock Hallelujah"

コンサートにはタルヤ・ハロネン大統領も駆けつけ、その功績を讃えてブロンズ・キー・フラッグ賞を授与した。ローディをお目当てに押し寄せた観客はフィンランドや他の諸国から90,000人を越え、ヘルシンキを初めて訪れた人もいた程だった。
このコンサートのトリを飾った「Hard Rock Hallelujah」では、聴衆のおよそ80,000人が一緒に合唱し、ギネスブックのカラオケ部門の新記録に認定された。

## 世界進出へ
ユーロビジョン・ソング・コンテストで知名度を上げたローディはその活躍の場を国際的に拡げ始めている。2006年秋にはイギリスでライブ・ツアー「Bringing Back the Balls to the UK」を、同じくフィンランドのヴァイキングメタル・バンドのチュリサスをと共に敢行。ただし彼らが言う「Balls」が何を示すかは明らかにされていない。また、日本では『ハード・ロック黙示録』が2007年1月24日発売され、4月には日本公演も行われた。同年5月23日にはファースト・アルバム『ゲット・ヘヴィ』の日本盤もリリースされた。

## メンバー
注) ローディはモンスター・コスチュームを常に纏い、メンバーの正体を常に秘匿している。以下に実名が記述されているが、これらはマスコミに流布しているだけであり、バンドや所属レコード会社が公式に認めたものではない。
※2024年9月時点

### 現ラインナップ
- Mr. ローディ (Mr. Lordi 実名:Tomi Petteri Putaansuu) - ボーカル、プログラミング (1992年 - )
- コネ (Kone 実名:未記載) - ギター、コーラス (2022年 - )
- ヒーシー (HiiSi 実名:未記載) - ベース、コーラス (2019年 - )
- ヘラ (Hella 実名:Henna-Riikka Paakkola) - キーボード、コーラス (2012年 - )
- マナ (Mana 実名:Antto Nikolai Tuomainen) - ドラムス (2012年 - )

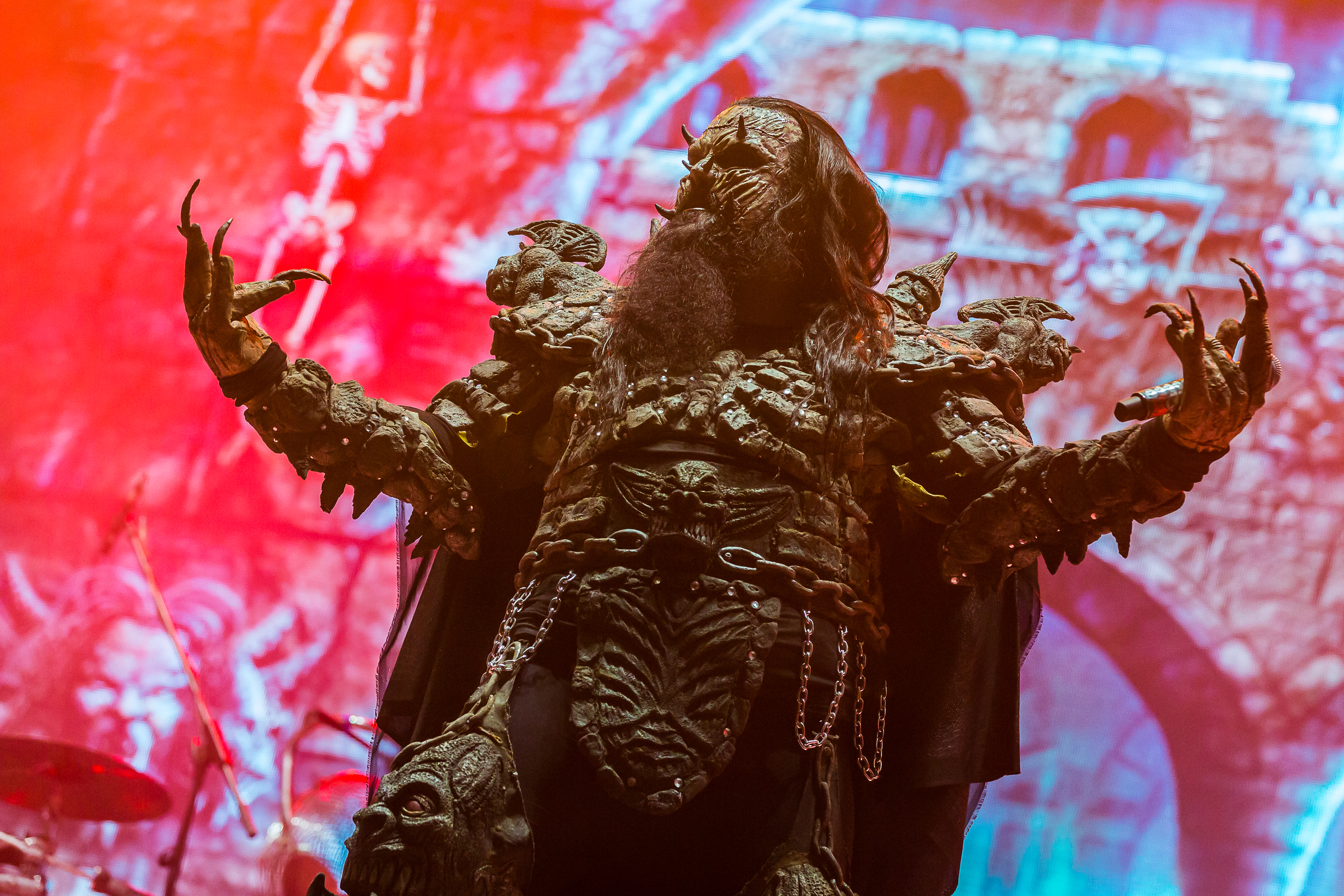
Mr. ローディ (Vo) 2024年
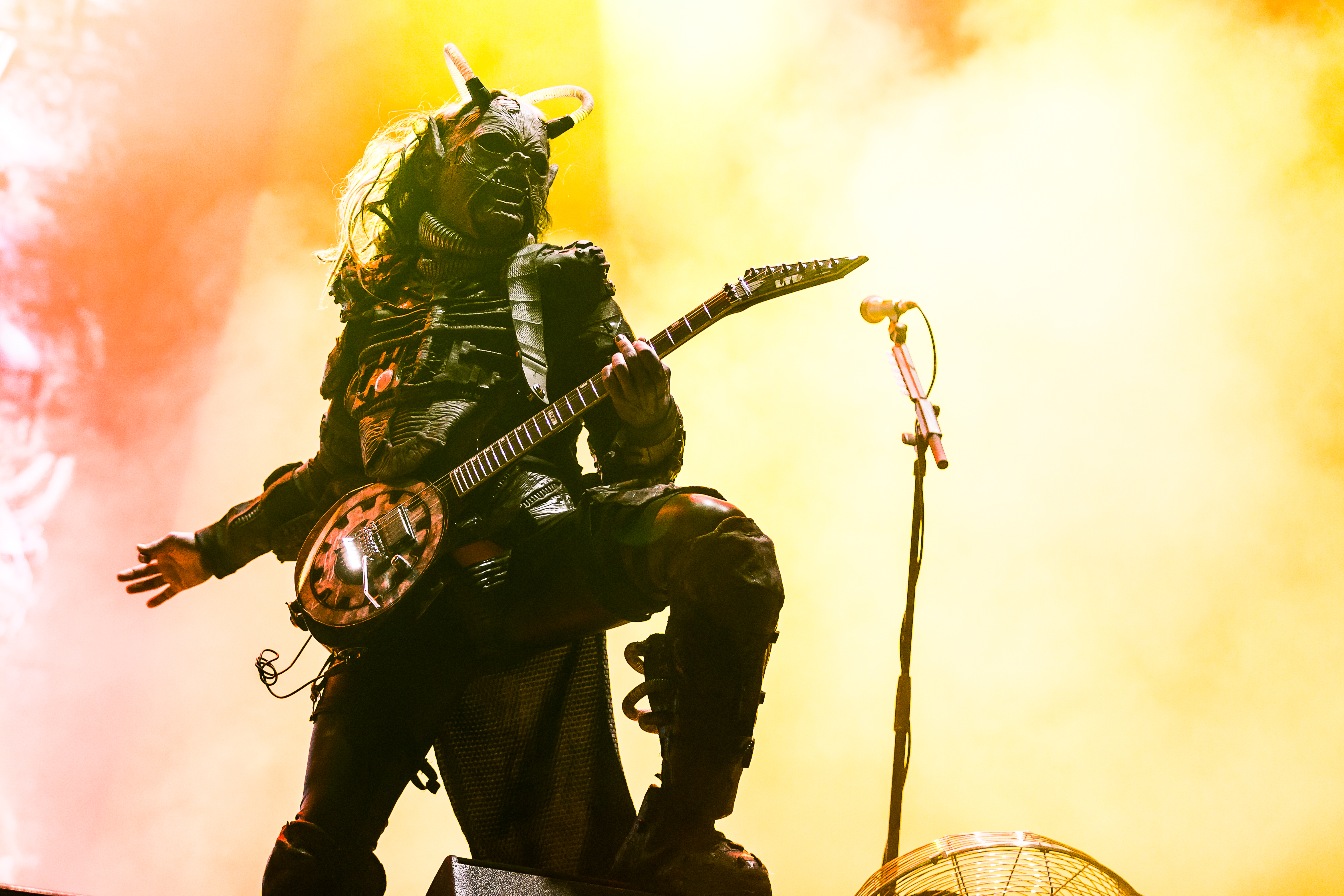
コネ (G) 2024年
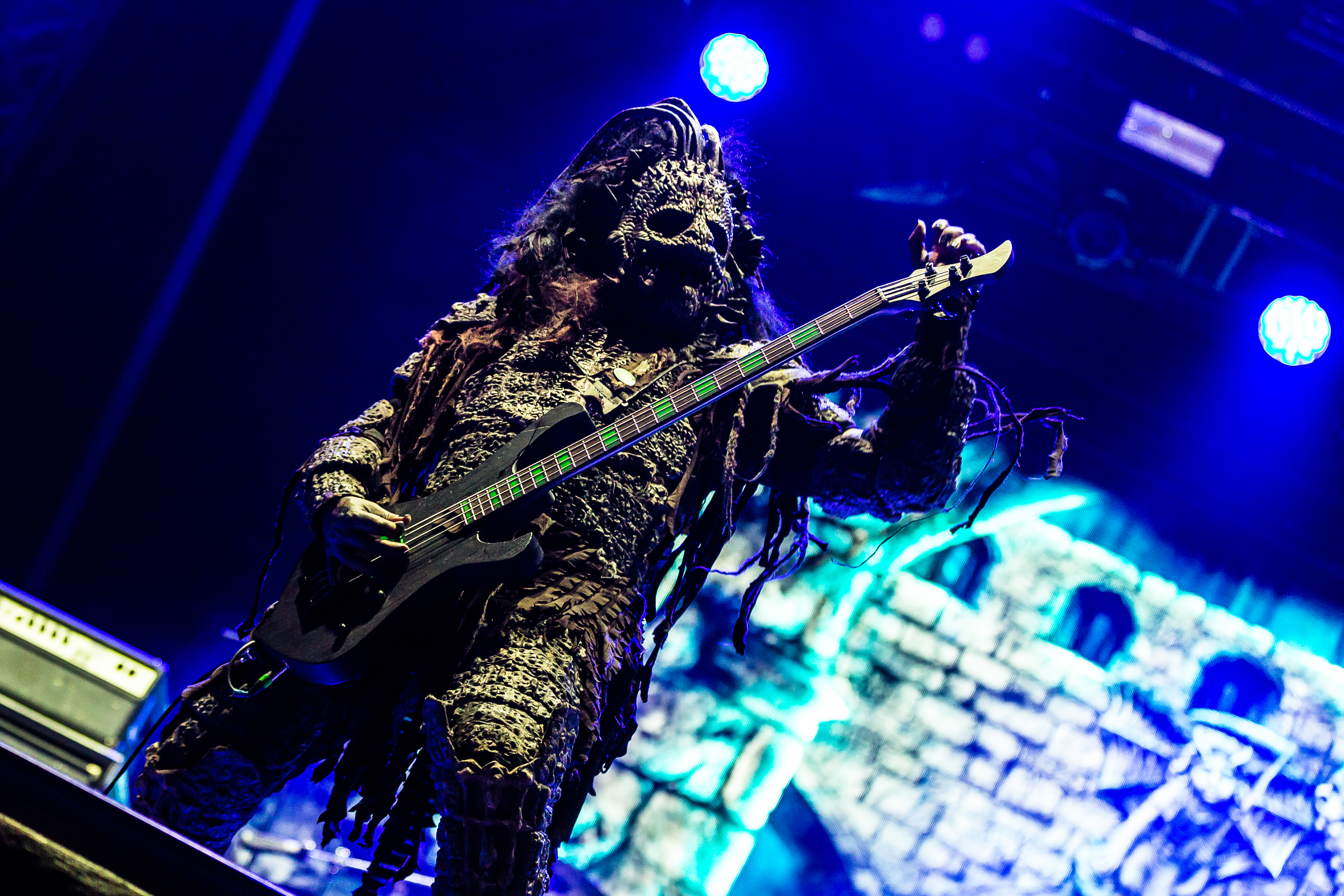
ヒーシー (B) 2024年
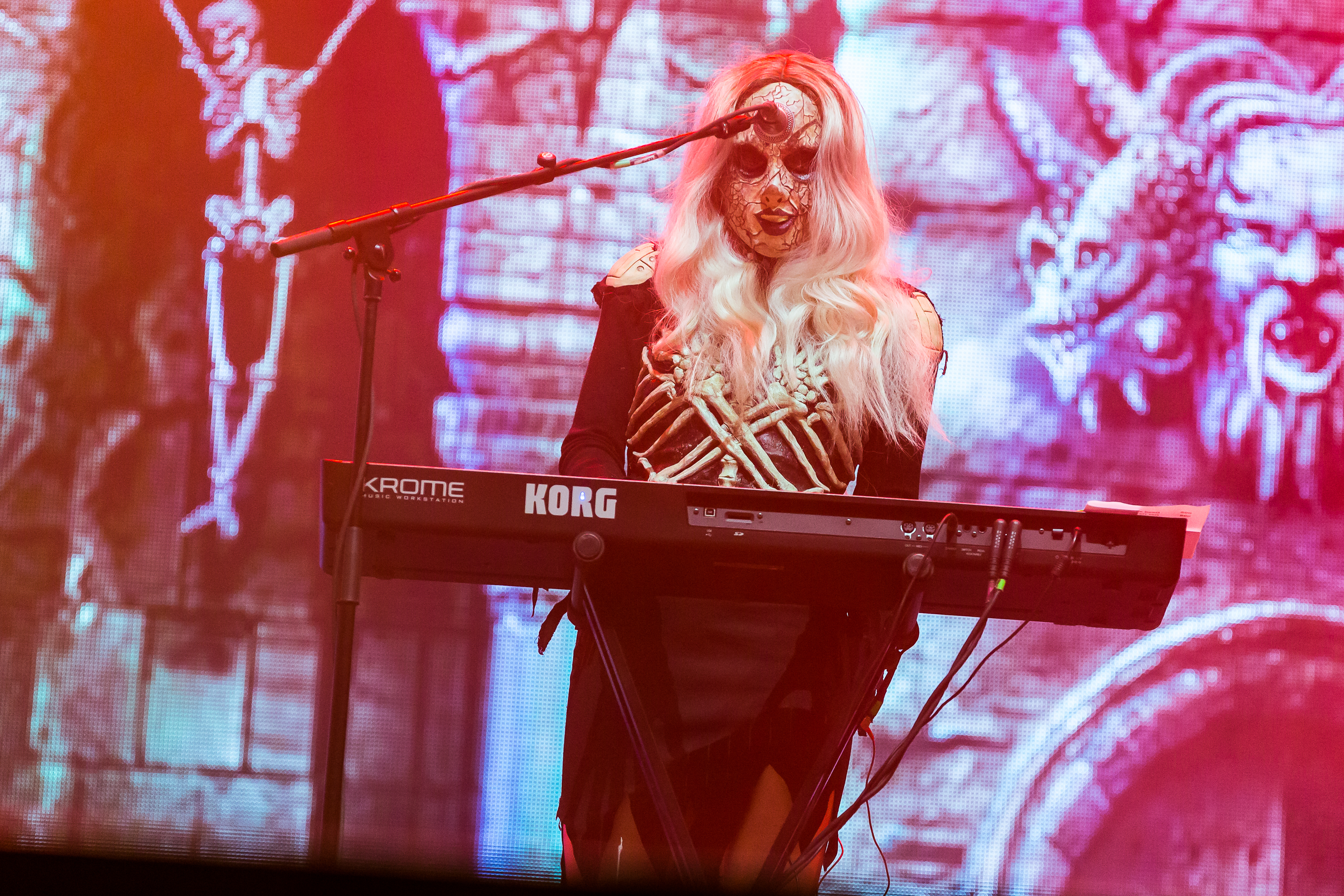
ヘラ (Key) 2024年
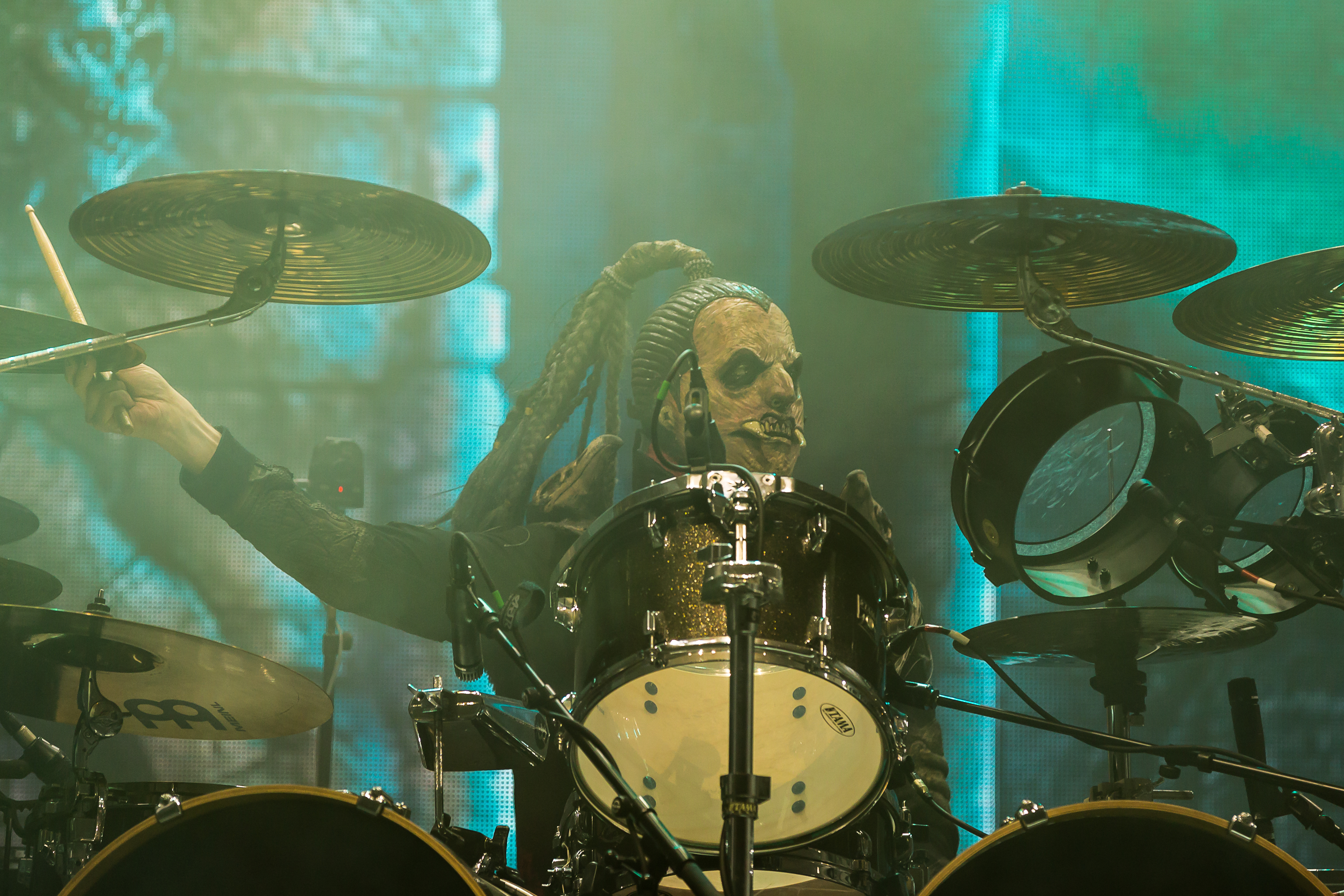
マナ (Ds) 2024年

### 旧メンバー
- エイメン (Amen 実名:Jussi Antero Sydänmaa) - ギター、コーラス (1996年 - 2022年)
- G-スティーラー (G-stealer 実名:Sami Keinänen) - ベース (1996年 - 1999年)
- キタ (Kita 実名:Sampsa Astala) - ドラムス、コーラス (1996年 - 2010年)
- エナリィ (Enary 実名：Erna Siikavirta) - キーボード (1997年 - 2005年)
- マグナム (Magnum 実名:Sami Wolking) - ベース (1999年 - 2002年)
- カルマ (Kalma 実名:Niko Hurme) - ベース (2002年 - 2005年)
- オクス (Ox 実名:Samer el Nahhal) - ベース、コーラス (2005年 - 2019年)
- アヴァ (Awa 実名:Leena Peisa) - キーボード、コーラス (2005年 - 2012年)
- オトゥス (オータス Otus 実名:Tonmi Lillman) - ドラムス (2010年 - 2012年) ※2012年2月14日死去[13]

## ディスコグラフィ

### スタジオ・アルバム
- 『ゲット・ヘヴィ』 - Get Heavy (2002年)
- The Monsterican Dream (2004年)
- 『ハード・ロック黙示録』 - The Arockalypse (2006年)
- 『デッドエイク』 - Deadache (2008年)
- 『ベイブズ・フォー・ブレックファースト』 - Babez for Breakfast (2010年)
- 『トゥ・ビースト・オア・ノット・トゥ・ビースト』 - To Beast or Not to Beast (2013年)
- 『恐怖の一撃』 - Scare Force One (2014年)
- 『モンステレオフォニック』 - Monstereophonic (2016年)
- 『セクソーシズム』 - Sexorcism (2018年)
- Killection (2020年)
- Lordiversity (2021年) ※7枚組ボックスセット
  - Skelectric Dinosaur
  - Superflytrap
  - The Masterbeast from the Moon
  - Abusement Park
  - Humanimals
  - Abracadaver
  - Spooky Sextravaganza Spectacular
- 『スクリーム・ライターズ・ギルド』 - Screem Writers Guild (2023年)

### コンピレーション・アルバム
- The Monster Show (2005年) ※『Get Heavy』と『Monsterican Dream』を組み合わせたアルバム
- Zombilation (2009年) ※ベスト盤。ドイツのレーベルより発売。
- Scarchives Vol. 1 (2012年)

### シングル
- "Would You Love a Monsterman?" (2002年)
- "Devil Is a Loser" (2003年)
- "My Heaven Is Your Hell" (2004年)
- "Blood Red Sandman" (2004年)
- "Hard Rock Hallelujah" (2006年)
- "Who's Your Daddy?" (2006年)
- "It Snows in Hell" (2006年) ※Featuring ブルース・キューリック
- "They Only Come Out at Night" (2007年)
- "Beast Loose in Paradise" (2008年)
- "Bite It Like a Bulldog" (2008年)
- "Deadache" (2008年)
- "This Is Heavy Metal" (2010年)
- "The Riff" (2013年)
- "Nailed by the Hammer of Frankenstein" (2014年)
- "Hug You Hardcore" (2016年)
- "Your Tongue's Got the Cat" (2018年)
- "Naked in My Cellar" (2018年)
- "Shake the Baby Silent" (2019年)
- "I Dug a Hole in the Yard for You" (2019年)
- "Like a Bee to the Honey" (2020年)
- "Believe Me" (2021年)
- "Abracadaver" (2021年)
- "Borderline" (2021年)
- "Merry Blah Blah Blah" (2021年)
- "Demon Supreme" (2021年)
- "Day Off of the Devil" (2022年)
- "Spear of the Romans" (2022年)
- "Reel Monsters" (2022年)
- "Lucyfer Prime Evil" (2023年)
- "Thing in the Cage" (2023年)
- "Dead Again Jayne" (2023年)[14]
- "Made of Metal" (2024年)[15]
- "Syntax Terror" (2024年)
- "Retropolis" (2025年)
- "Hellizabeth" (2025年)

### ミュージック・ビデオ
- 2002年 "Would You Love a Monsterman?" (製作Pete Riski)
- 2003年 "Devil is a Loser" (Pete Riski)
- 2004年 "Blood Red Sandman" (Pete Riski)
- 2006年 "Hard Rock Hallelujah" (winning song of Eurovision 2006) (Pete Riski)
- 2006年 "Who's Your Daddy?" (Pete Riski)
- 2006年 "Would You Love a Monsterman? (2006 version)" (Pete Riski)
- 2006年 "It Snows in Hell" (Pete Riski)
- 2007年 "Hard Rock Hallelujah Eurovision Edition" (Antti Jokinen)
- 2008年 "Bite It Like a Bulldog" (Mika Lindberg)
- 2010年 "This Is Heavy Metal"

## 日本公演
- 2007年

4月9日、11日 Shibuya O-EAST
4月12日 松下IMPホール
4月13日 名古屋市民会館中ホール
- 2009年

4月15日 東京 SHIBUYA-AX
4月16日 大阪 なんばHatch
- 2013年

10月19日 LOUD PARK 13